# Lalish
Lalish, Lalesh, Laliş o Lalişa Nûranî (en kurdo: لالش, romanizado: Laliş) es un pequeño valle montañoso situado en el norte de Irak, a 60 km al noroeste de la ciudad de Mosul. Es el lugar donde se encuentra la tumba del jeque Adi ibn Musafir, místico sufí, que en el siglo XII se radicó en este valle y enseñó los preceptos religiosos del yazidismo. 
Al menos una vez en su vida, los yazidíes tienen que hacer una peregrinación de seis días a Lalish para visitar la tumba del Jeque Adí y otros lugares sagrados. Los yazidíes que viven en la región realizan una peregrinación anual a la Fiesta de la Asamblea, que se celebra del 23 Elul (último mes del calendario hebreo moderno) al 1 de Tishrei (primer mes del calendario hebreo) entre agosto y septiembre.

## Historia
Peregrinos y fieles en el santuario de Xatûna Fexra en Lalish, con el Micewir del santuario, Sheikh Mirza (segundo por la izquierda), a mediados de 2019.
Los arqueólogos e historiadores creen que el santuario de Lalish data de hace unos 4.000 años.
A principios del siglo XII, Adi ibn Mosāfer se trasladó a Lalish. Adi murió en 1162 y fue enterrado. Durante una gran batalla contra los yazidíes en 1415, la tumba de Adi fue arrasada.
El valle de Lalish fue anexionado en 1892 por las tribus musulmanas de los alrededores bajo el mando de los otomanos, el mausoleo de los santos yazidíes fue saqueado y dañado y el templo de Lalish se convirtió en una escuela coránica. La ocupación del templo acabó provocando una feroz y generalizada rebelión de los yezidíes de Shekhan y Shingal contra los otomanos y las tribus kurdas musulmanas vecinas. No fue hasta 1904 cuando los yazidíes, bajo el liderazgo de Mîr Alî Beg, lograron recuperar por la fuerza su templo y expulsar a los musulmanes.
A partir del 3 de agosto de 2014, los refugiados yazidíes huyeron de Sinjar y se refugiaron en el templo después de que el Estado Islámico de Irak y el Levante pusiera sitio a Sinjar y sus alrededores. Cuando unos 50.000 yazidíes atrapados en la montaña de Sinjar fueron liberados a través de un corredor terrestre abierto por las Unidades de Protección del Pueblo (YPG) y el Partido de los Trabajadores del Kurdistán (PKK), la mayoría huyó a través de Siria y rodeó el norte de la cordillera de Sinjar para llegar a Lalish y Shekhan, en la región del Kurdistán.

## Enlaces externos

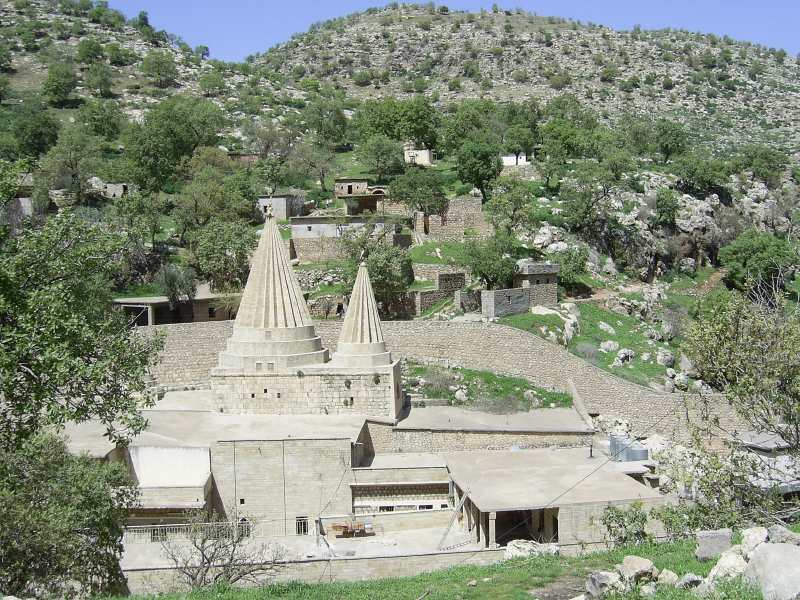
Los tejados cónicos característicos del yazidismo marcan el lugar de la tumba de Adi ibn Musafir en Lalish